# モリス・ジョーンズ (テレビジャーナリスト)
モリス・ジョーンズ（英：Morris Jones）はアメリカのテレビジャーナリスト。
シンクレア・ブロードキャスト・グループのボルチモア郊外（ハントバレー）にある本社から発信されたシンクレアの番組『ニュースセントラル』のアンカーだった。そこで、アメリカ中のシンクレア所有放送局で多くのニュース放送の共同アンカーを務めた。1983年から2001年まで、ワシントンD.C.のWTTGのアンカーとして働いていた。それ以前は、フロリダ州ジャクソンビルにあるWTLV-TVのアンカーを短期間務めていた。
2010年5月1日、ワシントンD.C.市場に復帰した。アルブリトンのTBD TV（それ自体は翌年、以前のブランディングであるNewsChannel 8に戻った）に新しい平日夕方のアンカーとして参加し、ビバリー・カーク（Beverly Kirk）に取って代わった。2016年5月末にNewsChannel 8を退職した。
ジョーンズは、同じ名前のBBCシリーズのアメリカ版であるNetflixシリーズ『ハウス・オブ・カード 野望の階段』に自分自身としてカメオ出演した。